# 安東 (薩克森國王)
萨克森的安東（德語： Anton von Sachsen，1755年12月27日—1836年6月6日），全名安东·克莱门斯·泰奥多尔·玛利亚·约瑟夫·约翰·艾万格利斯塔·约翰·奈波穆克·弗朗茨·克萨韦尔·阿洛易斯·延努阿尔（德語：Anton Clemens Theodor Maria Joseph Johann Evangelista Johann Nepomuk Franz Xaver Aloys Januar），绰号“温厚的”（der Gütige），第二任萨克森国王（1827年5月5日 - 1836年6月6日）。他是萨克森选侯弗里德里希·克里斯蒂安和巴伐利亚公主玛利亚·安东尼亚的第五子。兄长弗里德里希·奥古斯特一世1827年去世后继承了萨克森王位。
由于在他任期内市民生活有了很大的改善，他被授予“温厚的”这个绰号。1833年，萨克森加入了德意志关税同盟，使得贸易、工业、交通都有了长足的进步。

## 安東时期的萨克森首相
- 德特列夫·冯·爱因西德尔伯爵（Detlev Graf von Einsiedel），任期：1813年5月14日—1830年9月13日
- 博恩哈德·奥古斯特·冯·林德瑙（Bernhard August von Lindenau），任期：1830年9月13日—1843年9月

## 婚姻与子女
- 1781年，他与薩丁尼亞的瑪麗亞·卡羅麗娜公主结婚，这次婚姻没给他带来任何子嗣，卡罗琳娜在1782年就去世了。
- 1787年娶了神圣罗马皇帝利奧波德二世之女瑪麗亞·特蕾莎，这次婚姻给他带来三女一子，可是唯一的儿子弗里德里希·奥古斯特在出生当天便去世了，三个女儿也都没活过两岁。

安东在1836年6月6日去世，由于没有子嗣，王位由侄儿弗里德里希·奥古斯特二世继承。